# Marzellferner

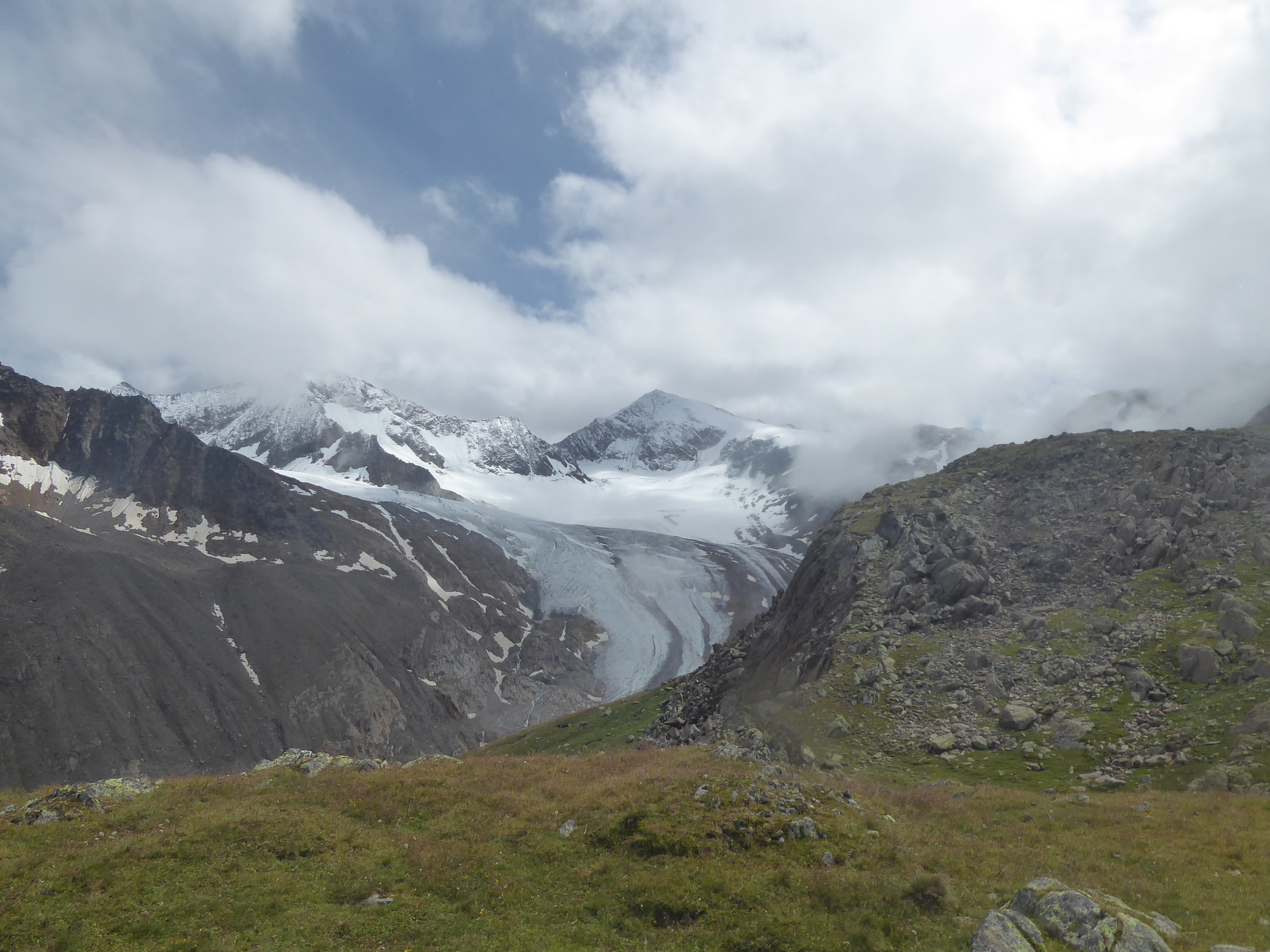
Marzellferner mit Gletscherzunge im Vordergrund und Similaun im Hintergrund, Stand August 2021.

Der Marzellferner ist ein Gletscher in den Ötztaler Alpen in Tirol. Er befindet sich auf der Nordseite des Schnalskamms, der die Grenze zu Südtirol (Italien) darstellt, nördlich von Similaun (3606 m) und Hinterer Schwärze (3628 m). Beim Gletscherinventar 1975 wurde eine Fläche von 5,1 km² ermittelt, neuere Daten sind nicht öffentlich verfügbar.
Das Nährgebiet wird durch den Nordwestgrat der Westlichen Marzellspitze (3540 m) in zwei Teile getrennt. Der westliche Teil hat seinen Ausgang an der Nordseite des Similaun. Am Similaunjoch (3349 m) besteht eine Verbindung zum südlich exponierten Grafferner. Der östliche Teil wird im Süden eingerahmt von der Westlichen, der Mittleren und der Östlichen Marzellspitze (bis 3355 m) und der Hinteren Schwärze. Am Hinteren-Schwärzen-Joch (3393 m) reicht der Marzellferner an den östlich liegenden Schalfferner heran. Weiteres Eis fließt aus der Süd- und Westflanke der Mutmalspitze (3528 m) zu. Der Marzellkamm bildet im Zehrgebiet die westliche Begrenzung des Gletschers.
Früher war der Marzellferner mit den zwei von Osten kommenden Gletschern verbunden. Östlich der Martin-Busch-Hütte vereinigten sich die Gletscherzungen von Marzellferner und dem etwas größeren Schalfferner. Diese Verbindung besteht seit den 1920er-Jahren nicht mehr. Mitte der 1930er-Jahre riss auch die Verbindung zum steil vom Mutmalkamm herabkommenden Mutmalferner ab, seither endet dieser bereits weit oberhalb der östlichen Randmoräne des Marzelferners.

## Karte
- Alpenvereinskarte Blatt 30/1, 1:25.000, Ötztaler Alpen, Gurgl, ISBN 3-928777-38-6.